# 普洛扎
普洛扎（法語：Plauzat，法語發音：[ploza]）是法国多姆山省的一个市镇，属于克莱蒙费朗区。

## 地理
普洛扎（45°37'18"N, 3°8'56"E）面积13.01 平方千米，位于法国奥弗涅-罗讷-阿尔卑斯大区多姆山省，该省份为法国中南部省份，北起阿列省接壤，东临卢瓦尔省，南至上盧瓦爾省和康塔爾省，西接科雷兹省和克勒兹省。
与普洛扎接壤的市镇（或旧市镇、城区）包括：尚佩、欧特扎、库德、吕代斯、内斯谢尔、圣桑杜、拉索沃塔、塔朗德。

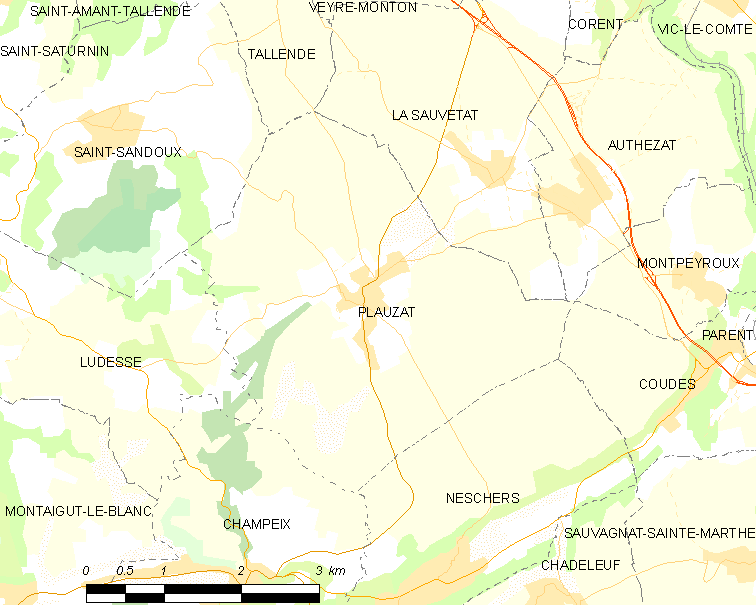
普洛扎的OSM定位图

普洛扎的时区为UTC+01:00、UTC+02:00（夏令时）。

## 行政
普洛扎的邮政编码为63730，INSEE市镇编码为63282。

## 政治
普洛扎所属的省级选区为维克勒孔特县。

## 人口

1962-2008年间普洛扎人口变化图示

普洛扎于2022年1月1日时的人口数量为1680人。